# Vesa-Matti Loiri
Vesa-Matti Loiri (Helsinki, 4 januari 1945 – aldaar, 10 augustus 2022) was een Fins acteur, muzikant en komiek.

## Biografie
In 1962 werd hij acteur toen hij een rol kreeg in de film Pojat. Zijn bekendste typetje is Uuno Turhapuro', een rol die hij in meer dan 20 films speelde tussen 1973 en 2004.
Op het Eurovisiesongfestival 1980 vertegenwoordigde hij Finland met het lied Huilumies, hij kreeg slechts zes punten en werd negentiende.
Loiri stierf op 77-jarige leeftijd aan een chronische ziekte.
1961: Laila Kinnunen · 
1962: Marion Rung · 
1963: Laila Halme · 
1964: Lasse Mårtenson · 
1965: Viktor Klimenko · 
1966: Ann-Christine Nyström · 
1967: Fredi · 
1968: Kristina Hautala · 
1969: Jarkko & Laura · 
1971: Markku Aro & Koivistolaiset · 
1972: Päivi Paunu & Kim Floor · 
1973: Marion Rung · 
1974: Carita · 
1975: Pihasoittajat · 
1976: Fredi & The Friends · 
1977: Monica Aspelund · 
1978: Seija Simola · 
1979: Katri Helena · 
1980: Vesa-Matti Loiri · 
1981: Riki Sorsa · 
1982: Kojo · 
1983: Ami Aspelund · 
1984: Kirka · 
1985: Sonja Lumme · 
1986: Kari Kuivalainen · 
1987: Vicky Rosti & Boulevard · 
1988: Boulevard · 
1989: Anneli Saaristo · 
1990: Beat · 
1991: Kaija · 
1992: Pave · 
1993: Katri Helena · 
1994: CatCat · 
1996: Jasmine · 
1998: Edea · 
2000: Nina Åström · 
2002: Laura · 
2004: Jari Sillanpää · 
2005: Geir Rönning · 
2006: Lordi · 
2007: Hanna Pakarinen · 
2008: Teräsbetoni · 
2009: Waldo's People · 
2010: Kuunkuiskaajat · 
2011: Paradise Oskar · 
2012: Pernilla Karlsson · 
2013: Krista Siegfrids · 
2014: Softengine · 
2015: Pertti Kurikan Nimipäivät · 
2016: Sandhja · 
2017: Norma John · 
2018: Saara Aalto · 
2019: Darude feat. Sebastian Rejman · 
2021: Blind Channel · 
2022: The Rasmus · 
2023: Käärijä · 
2024: Windows95Man ·
2025: Erika Vikman
- Bibsys: 1615360581948
- Gemeinsame Normdatei: 1112570233
- International Standard Name Identifier: 0000 0003 7268 9161
- Library of Congress Control Number: n2011053197
- MusicBrainz: c0f8b899-b3d3-44dc-8148-5ce21d670d5a
- Nationale Bibliotheek van Israël: 987007315841405171
- Nederlandse Thesaurus van Auteursnamen: 105451762
- Virtual International Authority File: 175977131
- WorldCat: E39PBJhxmTPYybcmmpDFR8Rh73